# Euphorbia dracunculoides subsp. dracunculoides
Euphorbia dracunculoides subsp. dracunculoides es una subespecie fanerógama perteneciente a la familia de las euforbiáceas.  Se distribuye desde el Norte de África hasta Níger y Sudán, el oeste del Océano Índico, y desde la Península arábiga hasta China.

## Taxonomía
Etimología
Euphorbia: nombre genérico que deriva del médico griego del rey Juba II de Mauritania (52 a 50 a. C. - 23), Euphorbus, en su honor – o en alusión a su gran vientre –  ya que usaba médicamente Euphorbia resinifera. En 1753 Carlos Linneo asignó el nombre a todo el género.
dracunculoides: epíteto latino que significa "smilar a Dracunculus".
Sinonimia
- Euphorbia lanceolata Spreng.
- Euphorbia angustifolia Buch.-Ham. ex D.Don, nom. illeg.
- Euphorbia dracunculoides var. africana Rikli & Schröt.
- Euphorbia hamiltonii Oudejans[2]